# 1957 en photographie
| Années de la photographie : 1954 - 1955 - 1956 - 1957 - 1958 - 1959 - 1960    |
| Décennies de la photographie : 1920 - 1930 - 1940 - 1950 - 1960 - 1970 - 1980 |

Cet article présente les faits marquants de l'année 1957 en photographie.

## Évènements
- L'ingénieur et informaticien américain Russell Kirsch développe le premier scanner d'image numérique[1].

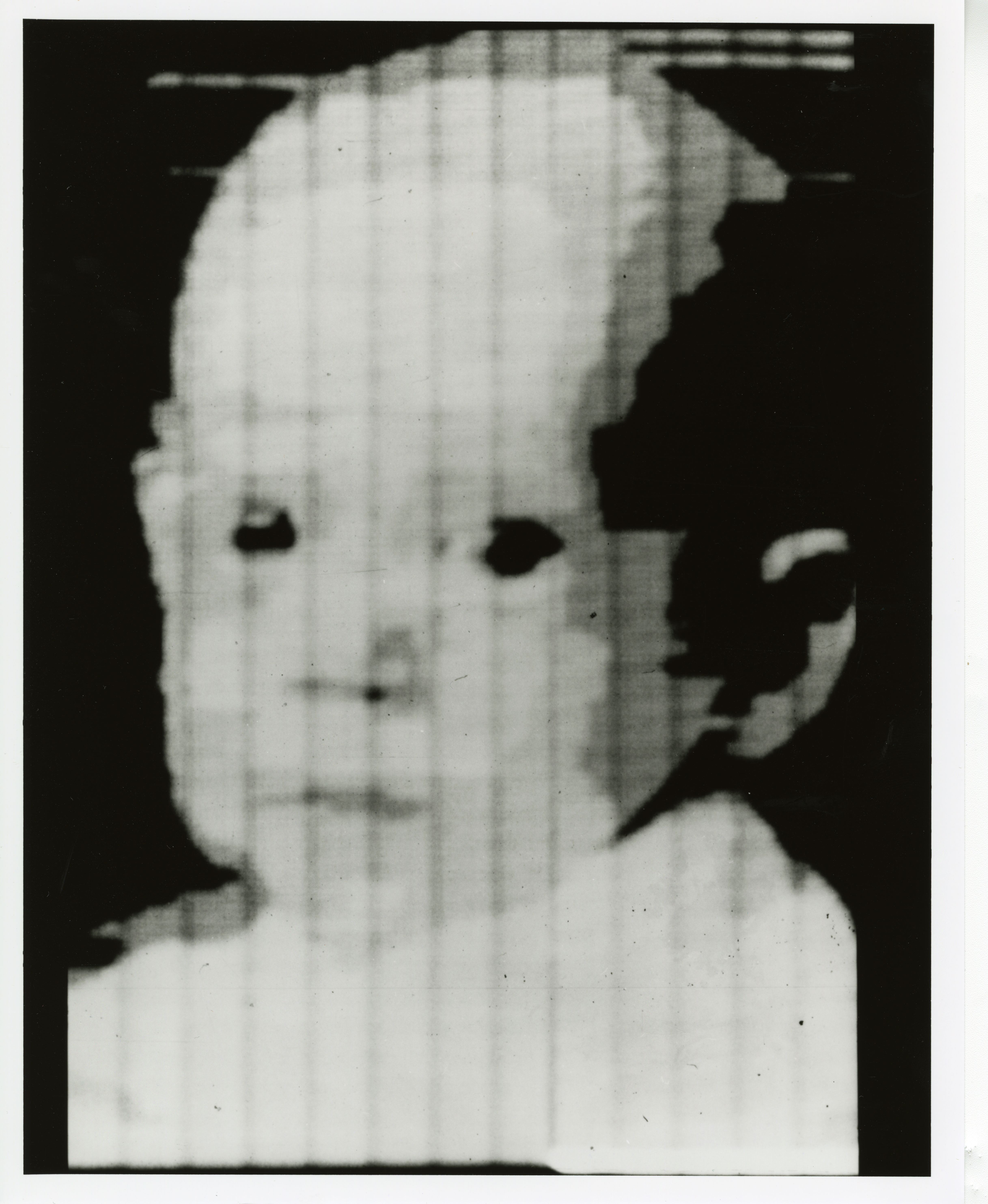
Le premier scan numérique, représentant Walden, le fils de Russell Kirsch.

- juillet : création au Japon du collectif de photographes Vivo, fondé par Shōmei Tōmatsu, Eikō Hosoe, Ikkō Narahara, Kikuji Kawada, Akira Sato et Akira Tanno, qui inspire le mouvement photographique connu sous le nom d' « École de l'image. » Bien que ce collectif n'ait été actif que pendant quatre ans, il influence profondément le style photographique japonais des années 1960 et 1970.
- Le photographe allemand Harry Shunk et le photographe hongrois János Kender, installés à New York, s'associent sous le nom Shunk-Kender et photographient des centaines d'artistes ainsi que leurs œuvres dans les années 1960 et 1970, tant en Europe qu'à New York[2].
- Dissolution de l'association française Groupe des XV.
- Léonard Gianadda devient reporter-photographe pour la Télévision suisse romande.
- Le cinéaste George Cukor engage le photographe George Hoyningen-Huene comme consultant spécial sur les couleurs et les prises de vue du film Une étoile est née afin d’éviter les excès de chromatisme du Technicolor[3].
- La société suisse Concava S.A. commercialise le Tessina,  un appareil photographique argentique de format subminiature de haute qualité.
- Disparition en France de la marque d'appareils et accessoires photographiques Demilly.

## Photographies notables

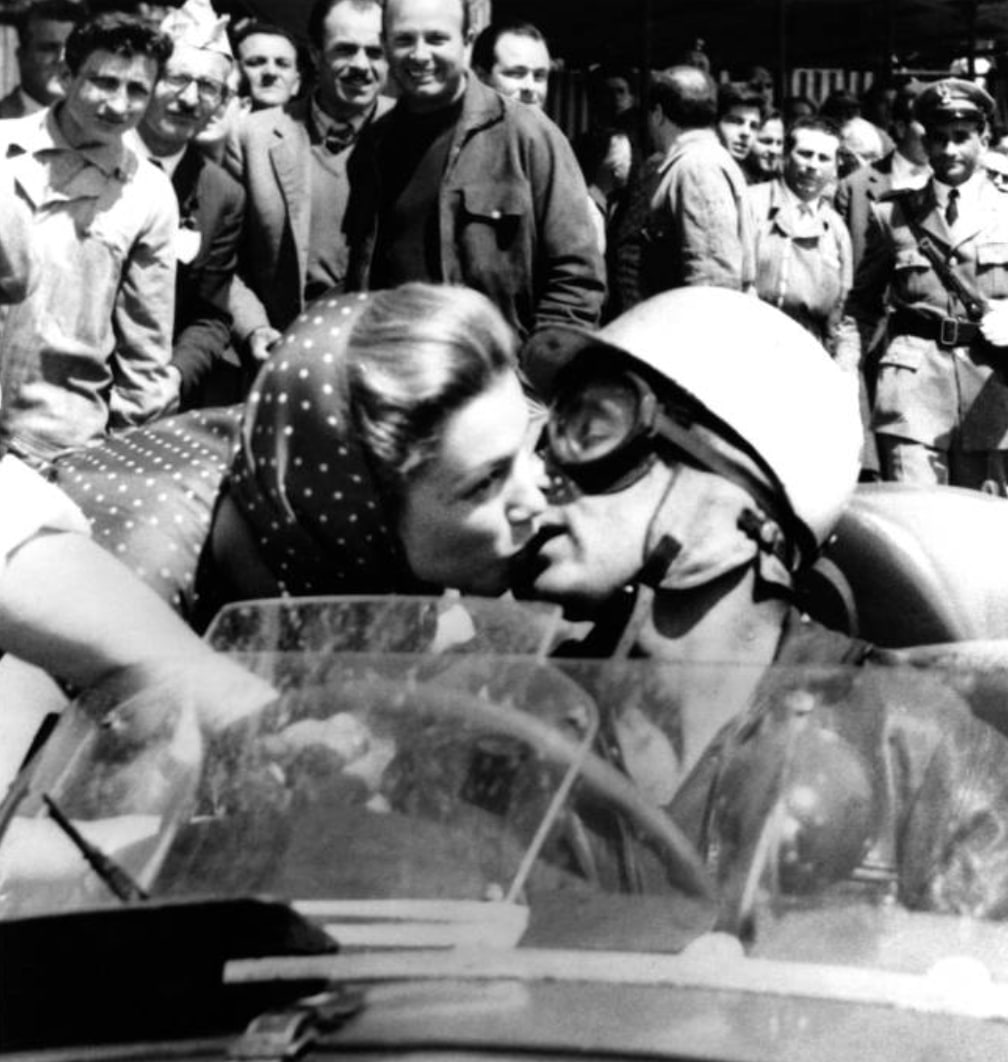
Le Baiser de la mort.

- 12 avril : photographie de Sophia Loren et Jayne Mansfield ; les deux actrices se retrouvent à un dîner organisé dans restaurant de Beverly Hills. Sophia Loren est photographiée en train de jeter un coup d'œil latéral sur l'énorme décolleté de Jayne Mansfield[4].
- 12 mai : Le Baiser de la mort, photographie d’un auteur inconnu qui représente le moment où l'actrice Linda Christian embrasse le coureur automobile Alfonso de Portago lors d'un bref arrêt pendant les Mille Miglia 1957 dans le nord de l’Italie ; Portago meurt peu de temps après lorsqu'un de ses pneus éclate alors qu'il roule à 240 km/h.
- Une des photographies prises par Martha Swope des répétitions de West Side Story est publiée en une de Life Magazine[5].

## Livres de photographies
- Jean-Philippe Charbonnier, Chemins de la vie, texte de Philippe Soupault, Monte-Carlo, Éditions du Cap, 164 p.
- Lucien Clergue, Corps mémorable, poèmes de Paul Éluard, poème liminaire de Jean Cocteau, couverture par Pablo Picasso, Paris, Pierre Seghers : 12 photographies de Clergue, les Nus de la mer[6].
- Ata Kandó, (nl) Droom in het woud [Rêve dans la forêt], Amsterdam, Uitgeverij Contact, 44 p.[7].
- Ergy Landau :
  - Le Petit chat, texte de Maurice Genevoix, Paris, Arts et Métiers graphiques, 31 p. Lire en ligne sur Gallica.
  - Horoldamba, le petit Mongol, texte d'Yves Bonnieux, Paris, Calmann-Lévy, 45 p.
- Janine Niépce, Le livre de Paris, texte de Georges Charensol, Paris, Arts et métiers graphiques, 260 p. (Présentation en ligne).

## Études, essais, articles
- Roland Barthes, Propos sur la photographie : extraits de "Mythologies", Paris, Seuil, 1957, 10 p. ; regroupe les essais consacrés à la photographie parus dans Mythologies, publié la même année chez le même éditeur[8] :  « L'acteur d'Harcourt » ; « Photo-chocs » ; « Photogénie électorale » ; « La grande famille des hommes » (sur l'exposition The Family of Man).

## Expositions
- 20 avril - 19 mai : 1. Mostra internazionale biennale di fotografia, Sala napoleonica et Ca`Giustinian[9].
- 2 - 12 mai :  Images d'Algérie. Photographies par Marcel Bovis, salle Pierre-Bordes, Alger.
- 26 septembre - 12 novembre : Diogenes with a Camera V. Brandt. Clergue. Ishimoto, Museum of Modern Art (MoMA), New York[10].
- Jūnin no me (10人の眼?) - (« Yeux de dix »), réunissant dix photographes japonais, dont six (Shōmei Tōmatsu, Eikō Hosoe, Ikkō Narahara, Kikuji Kawada, Akira Sato et Akira Tanno), à la suite de cette exposition, créent le collectif Vivo.

## Festivals et congrès photographiques
- 12e Salon national de la photographie, Bibliothèque nationale, Paris[11],[12].

## Prix et récompenses

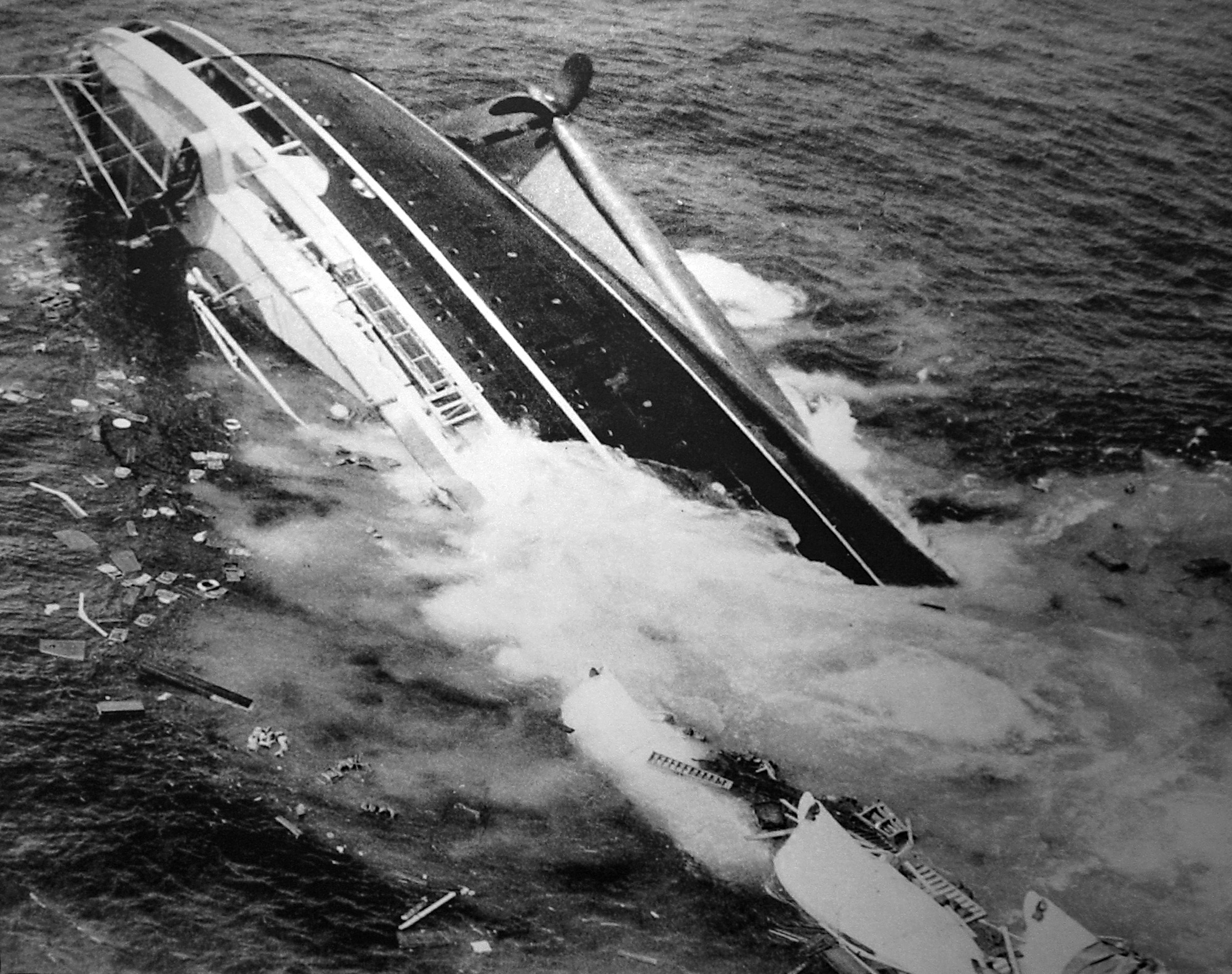
Harry A. Trask, L'Andrea Doria en train de sombrer, 26 juillet 1956.

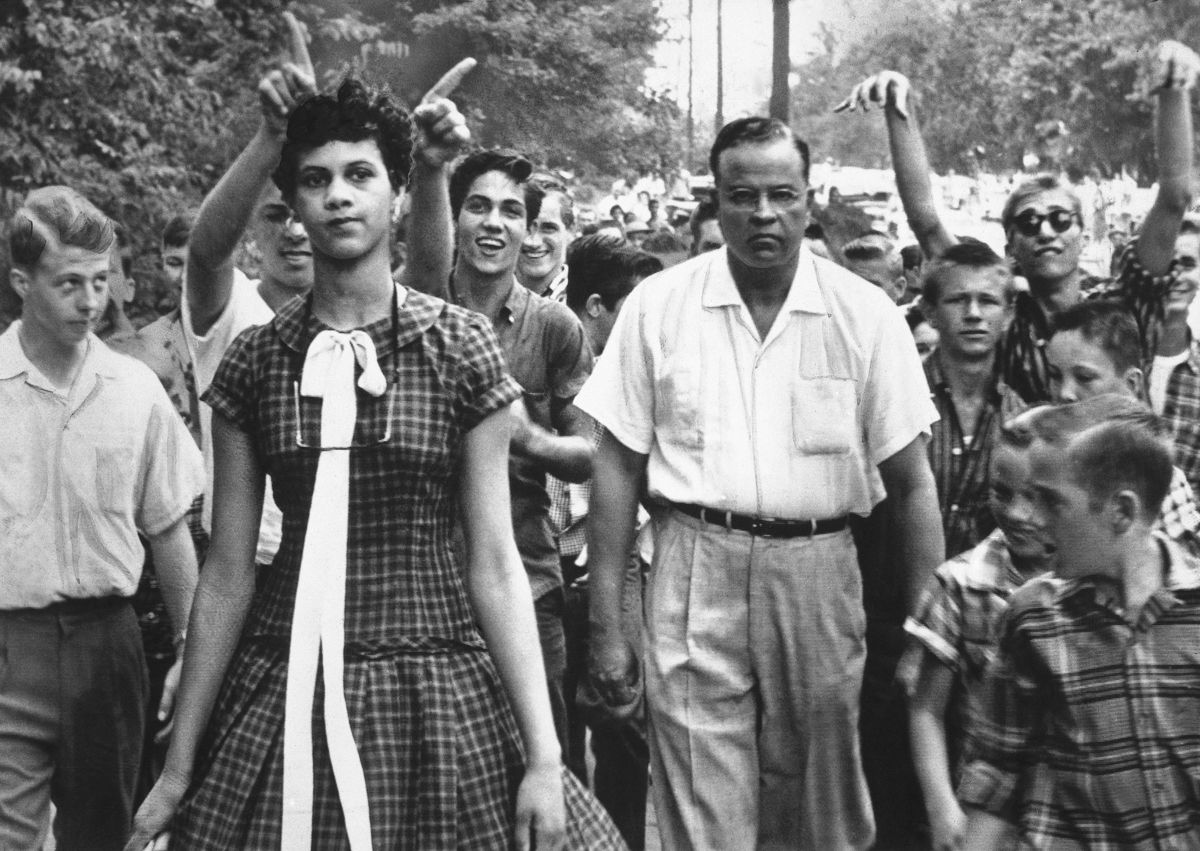
Douglas Martin, Dorothy Counts harcelée et insultée par ses camarades blancs.

- Prix Niépce : Denis Brihat.
- Prix Nadar : William Klein.
- Médaille David-Octavius-Hill : Albert Renger-Patzsch.
- Prix Robert Capa Gold Medal : non décerné.
- Prix Pulitzer de photographie : Harry A. Trask (en), photographe au Boston Evening Traveller, pour les photographies aériennes montrant le transatlanlique Andrea Doria en train de sombrer dans l'océan Atlantique au large de Nantucket, dans le Massachusetts[13].
- Prix de la Société de photographie du Japon / prix annuel : Kinsuke Shimada, Yoshio Watanabe et Takayoshi Yoda.
- World Press Photo of the Year : Douglas Martin pour la photographie montrant Dorothy Counts, quinze ans, première étudiante afro-américaine à être acceptée au lycée Harry Harding à Charlotte en Caroline du Nord, harcelée et insultée par ses camarades blancs[14].
- Médaille du progrès de la Royal Photographic Society : Edwin H. Land.

## Naissances
- 24 janvier : Franck Landron, réalisateur et photographe français.
- 11 février : Peter Klashorst, peintre, sculpteur et photographe néerlandais, mort le 11 septembre 2024..
- 26 février : Daniel Maigné, photographe français.
- 17 mars : Françoise Nuñez, photographe et tireuse de photographies française, morte le 24 décembre 2021.
- 21 mars : Flor Garduño, photographe et artiste mexicaine.
- 26 mars : Shirin Neshat, artiste vidéaste et photographe iranienne active à New York.
- 3 avril : Eiji Ina, photographe japonais.
- 19 avril : Frédéric de La Mure, photographe français.
- 23 avril : Marc Roussel, photographe français.
- 7 mai : Michael von Graffenried, photographe suisse.
- 11 mai : Judy Francesconi, photographe américaine.
- 17 mai : John Bernhard, graphiste et photographe suisse actif aux États-Unis.
- 29 juin : Ouka Leele (Bárbara Allende Gil de Biedma), photographe espagnole, l'une des figures importantes de la movida madrilène, morte le 24 mai 2022.
- juin : Marylène Negro, photographe et artiste vidéo française.
- 6 juillet : Deanne Fitzmaurice, photojournaliste américaine, lauréate du Prix Pulitzer.
- 14 juillet : Didier Lefèvre, photojournaliste français, mort le 29 janvier 2007.
- 13 août : Daniel Desmedt, psychiatre et photographe belge.
- 19 août : Beat Streuli, artiste suisse visuel pratiquant photographie, vidéo et installations multimédia.
- 22 août : Olivier Meyer, photographe français.
- 27 août : Kenji Nagai, photojournaliste japonais, tué le 27 septembre 2007 lors des manifestations politiques en Birmanie.
- 14 septembre : Tokihiro Satō, photographe japonais.
- 20 septembre : Árpád Zoltán Balla, photographe hongrois.
- 4 octobre : Stéphane Couturier, photographe français, lauréat du prix Niépce en 2003.
- 7 octobre : Drew Tal, photographe israélien actif à New York.
- 14 octobre : Howard W. French, journaliste et photographe américain.
- 2 novembre : 
  - Stefan de Jaeger, photographe plasticien belge.
  - Christian Philipp Müller, artiste et photographe suisse.
- 3 novembre : Marc Le Mené, photographe français.
- 13 novembre : Daniel Juré, artiste et photographe français.
- 23 novembre : Sally Stapleton, photojournaliste américaine, lauréate du prix Pulitzer.

- Date précise inconnue ou non renseignée :
  - Roy Arden, photographe et vidéaste artistique canadien.
  - Pierre-Olivier Deschamps, photographe français, membre de l'Agence Vu.
  - Waltraud Funk, sculptrice et photographe allemande.
  - Philippe Garguil, photographe et réalisateur animalier français.
  - Luis González Palma, photographe guatémaltèque.
  - Marin Kasimir, artiste et photographe allemand.
  - Marc Lagrange, photographe belge, mort le 25 décembre 2015.
  - Georges Mérillon, photojournaliste français.
  - Garry Fabian Miller, artiste photographe britannique.
  - René Peña, photographe cubain.
  - Masao Yamamoto, photographe japonais indépendant.
  - Zinedine Zebar, reporter-photographe algérien, mort le 12 novembre 2020.

## Décès
- 2 janvier : Hans Hildenbrand, photographe allemand, connu pour ses reportages sur plaques autochromes de la Première Guerre mondiale, né le 4 mars 1870.
- 30 janvier : Mina Moore (en), photographe néo-zélandaise, née le 6 octobre 1882.
- 19 septembre : Marcelin Flandrin, photographe français, mort le 18 juin 1889.
- 7 juillet : Kiyoshi Koishi, photographe japonais, né le 26 mars 1908.
- 15 novembre : Tomio Kondō, photographe japonais amateur, né le 24 janvier 1900.
- 15 décembre : Heinrich Hoffmann, photographe allemand, journaliste et photographe personnel d'Adolf Hitler, né le 12 septembre 1885.

## Célébrations
Centenaire de naissance
- Eugène Atget
- Henri Bellieni
- Auguste François
- Alice Hughes
- Charles Kerry
- Paul Lancrenon
- Constant Puyo
- Eduard Valenta
- Sally Elizabeth Wood

Centenaire de décès
- Frederick Scott Archer